# باتريس ديسيليت
باتريس ديسيليت (بالفرنسية: Patrice Désilets)‏ ولد عام 1974 ، هو مصمم ألعاب كندي فرنسي، اشتهر بصنع سلسلة أساسنز كريد  وعمل عليها كـمخرج إبداعي في شركة يوبي سوفت. عمل باتريس على الجزء الأول من السلسلة (أساسنز كريد) الذي صدر سنة 2007 و وعلى الجزء الثاني أساسنز كريد 2 الذي صدر في 2009. كما عمل على لعبة برنس أوف بيرشيا: ذا ساندز أوف تايم.

## السيرة
ولد سنة 1974 في سان جان سور ريشليو في كيبك. درس في جامعة مونتريال وتخرج منها في 1996. انضم لشركة يوبي سوفت وعمل على لعبة برنس أوف بيرشيا: ذا ساندز أوف تايم. في عام 2010 أعلنت يوبي سوفت أن باتريس ديسيليت ترك الشركة و لن يتابع العمل على سلسلة أساسنز كريد .
في صيف 2011 عاد باتريس إلى صناعة ألعاب الفيديو عن طريق استوديو التطوير الجديد التابع لشركة تي إتش كيو في مونتريال، كندا. بدأ باتريس العمل على لعبته الجديدة لكن بعد فترة أعلنت تي إتش كيو عن إفلاسها ونتيجة لذلك قامت ببيع فروعها منها فرعها في مونتريال الذي كان يعمل فيه باتريس، حيث قامت ببيع الفرع لشركة يوبي سوفت، نتيجة لذلك عاد باتريس للعمل في شركة يوبي سوفت لفترة وجيزة لكن تمت إقالته للمرة الثانية إثر خلافات سابقة وذكر أنه تم اصطحابه بشكل غير رسمي خارج المبنى من قبل اثنين من الحراس دون أن يكون بوسعه وداع فريقه أو جمع متعلقاته الشخصية.
في 2014 قام باتريس بتأسيس استوديو جديد لتطوير ألعاب الفيديو من أجل تطوير لعبته الجديدة والتي ذكر عنها أنه وضع فيها كل خبرته التي تعلمها في مجال ألعاب الفيديو طوال 15 عاما.

## الألعاب التي عمل عليها
- أساسنز كريد: برذرهود (2010) (لم يتم ذكر اسمه)
- أساسنز كريد 2 (2009)
- ميتال غير سوليد 4: غنز أوف ذا بتريوتس (2008)
- أساسنز كريد (2007)
- برنس أوف بيرشيا: إصدار خاص (2003)
- برنس أوف بيرشيا: ذا ساندز أوف تايم (2003)
- دونالد داك: غوين كواكرز (2000)
- هيب: ذا تايم كويست (1999)

## وصلات خارجية
صفحته في mobygames